# Pulkit Samrat
Pulkit Samrat (29 de diciembre de 1983) es un actor indio que trabaja principalmente en películas en hindi, así como en televisión. Mejor conocido por interpretar a "Hunny" en la serie de películas Fukrey, Samrat debutó como actor en la serie Kyunki Saas Bhi Kabhi Bahu Thi (2006) y debutó en cine con Bittoo Boss (2012). Ha recibido un premio Indian Telly Award. 
Samrat tuvo su primer éxito comercial con Fukrey (2013). Su lanzamiento con mayor recaudación llegó con Jai Ho (2014). Este éxito fue seguido de una serie de fracasos, incluidos Dolly Ki Doli (2015) y Sanam Re (2016), lo que causó un contratiempo. Más tarde recibió elogios por protagonizar Fukrey Returns (2017), 3 Storeys (2018) y Taish (2020).
Además de su carrera como actor, Samrat es un destacado endosante de celebridades para marcas y productos.

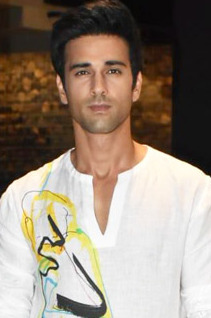
Pulkit Samrat en estreno de Fukrey 3 en 2023.

## Primeros años
Samrat nació el 29 de diciembre de 1983 y creció en una familia hindú punjabi en Delhi, donde su familia tiene un negocio inmobiliario. Estudió en la Escuela Manav Sthali y completó sus estudios en la Escuela Secundaria Montfort, Ashok Vihar, Delhi.
Se inscribió en un curso de publicidad en el Instituto de Diseño Apeejay, Delhi. Sin embargo, después de estudiar durante cinco meses, recibió una oferta como modelo. A partir de entonces, abandonó sus estudios y se trasladó a Mumbai, donde se unió a un curso de actuación dirigido por Kishore Namit Kapoor.

## Carrera televisiva

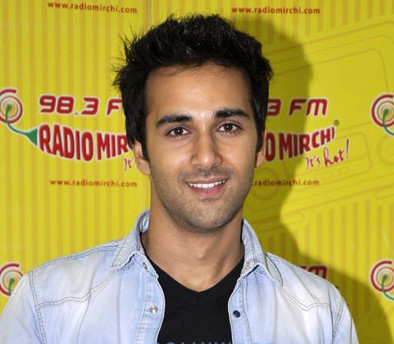
Pulkit Samrat en 2013

Samrat se trasladó a Mumbai en 2005 y debutó como actor en 2006 en el exitoso programa televisivo de larga duración de Balaji Telefilms, Kyunki Saas Bhi Kabhi Bahu Thi. Interpretó a Laksh Virani junto a Mouni Roy y Tia Bajpai. Esto le valió su primer reconocimiento, y ganó el premio Indian Telly Award al Rostro Nuevo Más Prometedor - Masculino por su actuación. Samrat dejó el programa en 2007.
En 2008, apareció como concursante en Kaho Na Yaar Hai junto a Roy, marcando su última aparición en televisión. En 2011, Samrat apareció como protagonista en el espectáculo musical teatral Taj Express, dirigido por la coreógrafa Vaibhavi Merchant.
Samrat hizo su debut cinematográfico con la comedia romántica Bitto Boss en 2012. Interpretó el papel de un videógrafo de bodas de Punjab, junto a Amita Pathak. Times of India señaló: "Con un esbozo de personaje, un nombre en pantalla y un estilo tan reminiscente de Ranveer Singh, el debutante Pulkit Samrat tiene poco espacio para crear su propia identidad. Sin embargo, logra el papel de munda de pueblo con sinceridad y naturalidad". Luego interpretó el papel principal de Hunny en la película de comedia coral Fukrey, junto a Priya Anand. La película resultó ser un éxito inesperado. Anupama Chopra escribió: "Los personajes y actores son una combinación perfecta. Pulkit encarna al encantador y sobreconfiado Hunny con maestría".
En 2014, tuvo dos estrenos. Primero apareció en Jai Ho en el papel de un inspector de policía. Se convirtió en su estreno con mayores ingresos y recaudó ₹195.04 crore. Luego interpretó el papel principal en O Teri, junto a Sarah Jane Dias. Aunque recibió críticas negativas, Bollywood Hungama mencionó: "Pulkit Samrat está perfectamente ajustado en su papel. Parece estar mejorando con cada película".

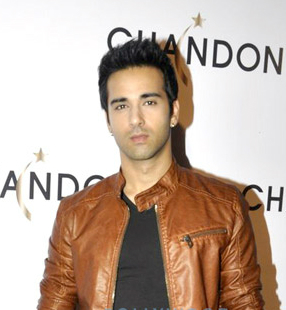
Pulkit Samrat en 2017

En su primer estreno de 2015, Samrat interpretó al inspector Robin Singh en Dolly Ki Doli junto a Sonam Kapoor. Firstpost dijo: "La cara de Samrat es bastante atractiva, pero no tiene expresión y hace un acento haryanvi horrible que resulta aún más chocante porque el de Rao es perfecto". Luego apareció en Bangistan con Riteish Deshmukh, que recibió críticas negativas.
Samrat también tuvo dos estrenos en 2016, ambos junto a Yami Gautam. Primero apareció en Sanam Re y luego en Junooniyat. Ambas películas recibieron críticas negativas y fueron fracasos de taquilla.
La carrera de Samrat marcó un punto de inflexión en 2017 cuando protagonizó la segunda entrega de Fukrey titulada Fukrey Returns. La película fue un éxito en taquilla. News 18 mencionó que Samrat retrata bien al "confiado Hunny de siempre". En 2018, Samrat interpretó a Veer Arora en la comedia romántica Veerey Ki Wedding junto a Kriti Kharbanda. HindustanTimes escribió: "Pulkit Samrat, como siempre, se retrata a sí mismo como una extensión de Salman Khan. Parece cómodo mostrando su fuerza y estilo, pero actúa pobremente, sin dejar ningún impacto". Más tarde ese año, interpretó a Vilas Naik en la película dramática independiente 3 Storeys. Times of India menciona que Samrat es "competente" en su papel.
Su único estreno en 2019 fue Pagalpanti de Anees Bazmee, junto a Kharbanda. Bollywood Hungama menciona: "Pulkit Samrat lo intenta lo mejor que puede pero no logra dar la actuación que su personaje exigía". En 2020, protagonizó como Sunny Lalwani en la película de drama y suspenso Taish, dirigida por Bejoy Nambiar, que se estrenó en ZEE5 el 29 de octubre de 2020. Times of India señaló: "Pulkit Samrat ha puesto esfuerzos serios para hacer justicia a la ira alimentada por el trauma de Sunny; es bueno cuando está enojado e poco convincente cuando está feliz, y eso es un problema". Scroll citó: "Pulkit Samrat y Harshvardhan Rane se pavonean y aprietan los puños y las mandíbulas".
Samrat solo tuvo un estreno en 2021, la película trilingüe Kaadan. Interpretó a Shankar en la versión en hindi. La versión en hindi recibió críticas negativas.
Samrat aparecerá a continuación en la tercera entrega de Fukrey titulada Fukrey 3. También aparecerá en Suswagatam Khushamadeed junto a Isabelle Kaif.

## Vida personal

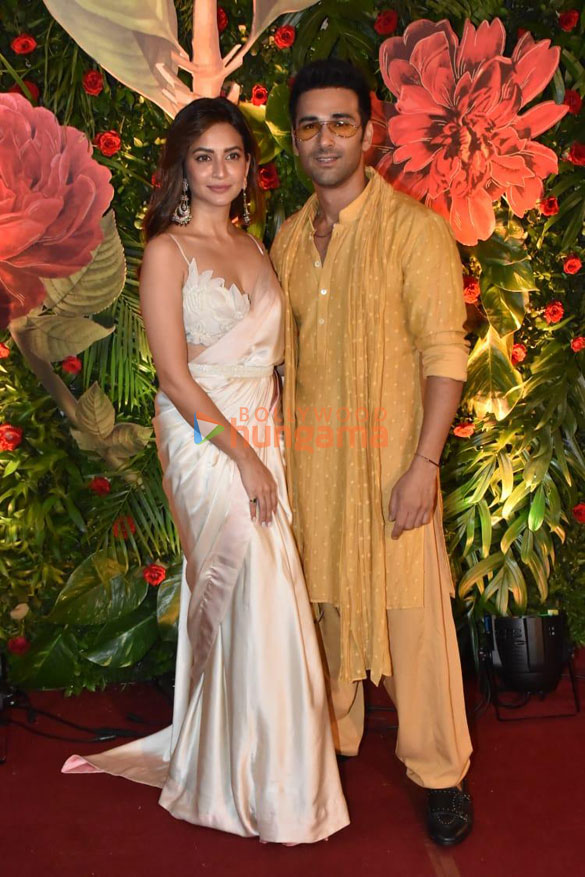
Kriti Kharbanda y Pulkit Samrat

Samrat se casó con su novia Shweta Rohira el 3 de noviembre de 2014. Rohira es "hermana de rakhi" del actor Salman Khan. Khan también estuvo involucrado en la promoción de la película debut de Pulkit Samrat. La pareja se separó en noviembre de 2015. Samrat luego salió con la actriz Yami Gautam, su coprotagonista en Sanam Re, pero la pareja finalmente rompió en 2018. Desde 2019, Samrat sale con la actriz Kriti Kharbanda, su coprotagonista en Veerey Ki Wedding, Pagalpanti y Taish. En marzo de 2024, se casaron en el ITC Grand Bharat en Manesar.

## Imagen en los medios
Además de actuar, Samrat es un endosante de varias marcas y productos, incluyendo Coca-Cola y Bella Vita Organic. Es el embajador de la marca de relojes Pebble junto a Kriti Kharbanda. Samrat se convirtió en el primer actor de Bollywood en obtener un anuncio en Pakistán. Posteriormente, ha aparecido en la lista de los Hombres Más Deseables del Times of India. Samrat ocupó el puesto 48 en 2019 y el 23 en 2020.

## Filmografía
| Año  | Título original        | Papel                                | Notas            | Ref    |
| ---- | ---------------------- | ------------------------------------ | ---------------- | ------ |
| 2012 | Bittoo Boss            | Bittoo Boss                          |                  |        |
| 2013 | Fukrey                 | Vikas Gulati "Hunny"                 |                  |        |
| 2014 | Jai Ho                 | Inspector Abhay Rajput               |                  |        |
| 2014 | O Teri                 | Prantabh Pratab (PP)                 |                  |        |
| 2015 | Dolly Ki Doli          | Inspector Robin Singh                |                  | [ 37 ] |
| 2015 | Bangistan              | Praveen Chaturvedi / Allahrakha Khan |                  |        |
| 2016 | Sanam Re               | Akash Bill                           |                  |        |
| 2016 | Junooniyat             | Captain Jahan Bakshi                 |                  |        |
| 2017 | Fukrey Returns         | Vikas Gulati "Hunny"                 |                  |        |
| 2018 | Veerey Ki Wedding      | Veer                                 |                  |        |
| 2018 | 3 Storeys              | Vilas Naik                           |                  |        |
| 2019 | Pagalpanti             | Chandrakanth "Chandu"                |                  | [ 38 ] |
| 2020 | Taish                  | Sunny Lalwani                        |                  | [ 38 ] |
| 2021 | Haathi Mere Saathi     | Shankar                              |                  |        |
| 2022 | Phone Bhoot            | Hunny                                | Cameo appearance |        |
| 2023 | Fukrey 3               | Vikas Gulati "Hunny"                 |                  | [ 39 ] |
| 2023 | Suswagatam Khushmadeed | TBA                                  | Filming          | [ 40 ] |

### Televisión
| Año       | Título                         | Papel         | Notas                         | Ref.   |
| --------- | ------------------------------ | ------------- | ----------------------------- | ------ |
| 2006–2007 | Kyunki Saas Bhi Kabhi Bahu Thi | Laksh Virani  |                               | [ 41 ] |
| 2008      | Kaho Na Yaar Hai               | Contestant    | Episode 6                     | [ 42 ] |
| 2019      | Made in Heaven                 | Sarfaraz Khan | Episode: "Star Struck Lovers" | [ 43 ] |
| 2023      | Made in Heaven                 | Sarfaraz Khan | Episode: "Love story"         |        |

## Premios y nominaciones
| Año  | Premio              | Categoría             | Trabajo                        | Resultado | Ref.   |
| ---- | ------------------- | --------------------- | ------------------------------ | --------- | ------ |
| 2006 | Indian Telly Awards | Fresh New Face - Male | Kyunki Saas Bhi Kabhi Bahu Thi | Ganador   | [ 44 ] |